# Ivan Karatčenja
Ivan Michajlavič Karatčenja (bělorusky Іван Міхайлавіч Каратчэня, rusky Иван Михайлович Коротченя, Ivan Michajlovič Korotčenja; * 13. srpna 1948, Tal', Lubanský okres, Minská oblast) je běloruský a ruský politik, akademický ekonom, doktor ekonomických věd a profesor.

## Mládí
V roce 1967 absolvoval Krasnoberežnou zemědělskou školu, v roce 1975 Běloruskou zemědělskou akademii a v roce 1986 Vyšší stranickou školu. Doktor ekonomie (1994), téma disertační práce: "Vznik a podmínky rozvoje integrační hospodářské unie členských států SNS". Doktor ekonomie (1996), téma disertační práce: "Strategie a perspektivy hospodářské unie SNS".
V letech 1969-1975 pracoval jako hlavní agronom a zástupce předsedy kolchozu Běloruského vojenského okruhu v Lubanském okrese, v letech 1975-1976 byl náčelníkem okresní zemědělské stanice a hlavním agronomem a místopředsedou kolchozu "Běloruský vojenský okruh" v Lubanském okrese. V letech 1976-1990 byl vedoucím zemědělského oddělení, prvním místopředsedou okresního výkonného výboru v Uzdenu, prvním tajemníkem městského stranického výboru ve Vileice. Byl také poslancem Nejvyššího sovětu Běloruska (1990-1992).
15. března 1992 byl Karatčenja spatřen na setkání zločineckých bossů v jedné z minských restaurací. Podle běloruského ministerstva vnitra a listu Kommersant byla restaurace toho dne pronajata představitelům zločineckého podsvětí a náhodný člověk se setkání "zlodějů zákona" nemohl zúčastnit.
Později byl předseda Komise pro propagaci, masmédia a lidská práva; poslanec Nejvyššího sovětu Běloruské republiky (1995-1996) a poslanec Sněmovny reprezentantů Národního shromáždění Běloruské republiky (1996-2000).

## Práce v SNS a po odchodu do důchodu
V lednu 1992 byl rozhodnutím Rady hlav států a předsedů vlád SNS jmenován koordinátorem pracovní skupiny Rady SNS. V letech 1993-1998 byl výkonným tajemníkem SNS. Zasloužil se o vytvoření struktur pracovních orgánů tehdy nového politického útvaru Společenství nezávislých států. První náměstek výkonného tajemníka SNS v letech 1998-1999. Od roku 2000 vyučoval v Moskvě.
V lednu 2007 se Karatčenja, který již odešel z velké politiky, náhle připomněl exkluzivním rozhovorem pro agenturu Interfax, v němž kritizoval postoj ruského prezidenta Putina k palivovému a energetickému partnerství s Běloruskem, obvinil Kreml z obchodního a hospodářského konfliktu mezi Ruskem a Běloruskem a označil politiku oficiálních ruských orgánů za chybnou a destruktivní.
Od té doby se Karatčenja ve federálním tisku neobjevil.

## Ocenění
- Řád přátelství (28. července 1998, Rusko) - za významný přínos k přátelství a spolupráci mezi národy[3]
- Medaile "5 solagii Kuvvahoi Musallahi Chumhuria Tádžikistán" (Tádžikistán)[4]